# Turnê Total
A Turnê Total foi a quinta turnê da cantora pop Wanessa Camargo, tendo sua estréia no Citibank Hall em São Paulo. O show foi chamado de superprodução. Também teve duas  apresentações em Angola.

## Produção
A direção da turnê foi realizada pela própria cantora, sendo essa a primeira vez que ela assumiu o cargo, Wanessa opinou em tudo, coreografias, luzes, acordes e até os profissionais que entrariam no projeto. O espetáculo contou com cinco painéis de leds, sendo que o maior deles, com as mesmas dimensões do utilizado pelos Rolling Stones na turnê "A Bigger Bang", o qual nunca havia sido usado por um artista nacional. Além de 13 músicos (incluindo baterista, baixista, guitarrista e DJs), um elevador e 9 bailarinos.

## Setlist
1. Intro:
2. Enfeitiçada
3. Louca
4. Relaxa
5. Um Dia... Meu Primeiro Amor
6. Culpada
7. Apareceu Você
8. Se Aquela Estrela é Sua
9. Sou Mais Eu / Paga Pra Ver
10. Metade de Mim
11. Amuleto Protetor
12. Independente
13. Não Estou Pronta Pra Perdoar
14. Tanta Saudade
15. Era Uma Vez / Eu Sou
16. Festa na Floresta
17. Meu Menino
18. Open Yours Eyes (cover)
19. Sem Querer
20. O Amor Não Deixa
21. Me Abrace (Abrazamé)
22. Don't Stop The Music (cover)
23. Não Resisto a Nós Dois
24. Me
25. Eu Quero Ser o Seu Amor
26. Hips Don't Lie (cover)
27. Amor, Amor

## Datas
| Data                   | Cidade                  | Local                                        |
| Pré-turnê              | Pré-turnê               | Pré-turnê                                    |
| ---------------------- | ----------------------- | -------------------------------------------- |
| 19 de janeiro de 2008  | São Vicente             | Praia do Gonzaguinha                         |
| 25 de janeiro de 2008  | Mongaguá                | Praia do Centro                              |
| 26 de janeiro de 2008  | São Luís                | Batuque Brasil                               |
| 5 de abril de 2008     | Alumínio                | —                                            |
| 12 de abril de 2008    | Vargem Alta             | —                                            |
| 13 de abril de 2008    | Londrina                | Parque de Exposições Ney Braga               |
| Turnê Total            |                         |                                              |
| 17 de abril de 2008    | São Paulo               | Citibank Hall                                |
| 20 de abril de 2008    | São Francisco do Sul    | Pavilhão da Bernunça                         |
| 24 de maio de 2008     | Lagoa dos Patos         | —                                            |
| 20 de junho de 2008    | Ingaí                   | —                                            |
| 21 de junho de 2008    | Rio de Janeiro          | Canecão                                      |
| 22 de junho de 2008    | Rio de Janeiro          | Canecão                                      |
| 28 de junho de 2008    | Coronel Fabriciano      | —                                            |
| 29 de junho de 2008    | Vila Pavão              | —                                            |
| 25 de julho de 2008    | Apiacá                  | —                                            |
| 29 de agosto de 2008   | Candói                  | Centro de Eventos Antônio Alves Loures Alves |
| 5 de setembro de 2008  | Divinópolis             | —                                            |
| 6 de setembro de 2008  | Guiricema               | —                                            |
| 7 de setembro de 2008  | Nova Serrana            | —                                            |
| 27 de setembro de 2008 | São Paulo               | Citibank Hall                                |
| 28 de setembro de 2008 | São Paulo               | Citibank Hall                                |
| 6 de dezembro de 2008  | Conceição de Macabu     | —                                            |
| 24 de janeiro de 2009  | Praia Grande            | Praia da Aviação                             |
| 31 de janeiro de 2009  | São Paulo São Sebastião | Rua da Praia                                 |